# Cyclarcha
Cyclarcha és un gènere d'arnes de la família Crambidae.

## Taxonomia
- Cyclarcha atristrigalis Swinhoe, 1894
- Cyclarcha flavinervis Swinhoe, 1894